# Pronto al peggio
Pronto al peggio è il quinto album solista del rapper romano Amir, uscito il 19 marzo 2010 per Vibrarecords, con distribuzione curata da Audioglobe.

## Tracce
1. Game Over  (prod. Ceasar Productions)
2. Le mie illusioni  (prod. Icy D)
3. Vada come vada feat Daniele Vit  (prod. Roofio)
4. Dimmi che succede feat Killa Cali  (prod. Ceasar Productions)
5. Togli quel riflettore feat Two Fingerz  (prod. Roofio)
6. Multilingue feat S.A.S. Eurogang  (prod. Ceasar Productions)
7. Cerchiamo ancora feat Frank Siciliano  (prod. Dj Shocca)
8. Stessa madre feat Saga  (prod. C Brownz)
9. Puoi farmi quello che vuoi feat PStarr  (prod. Danti)
10. Sempre più grande  (prod. Don Joe)
11. Non attendo feat Entics  (prod. Yung Lee)
12. Stringo i denti feat Jack the Smoker  (prod. DJ Shocca)
13. Restare a lottare feat LaMiss  (prod. Ceasar Productions)
14. Vendetta feat Rapcore  (prod. 3D)
15. Vera resistenza feat Killa Cali & Baby K  (prod. Skaze Beats)
16. Questo è Amir remix  (prod. Ceasar Productions)
17. Multilingue (dogozilla rmx) feat S.A.S. Eurogang  (prod. Don Joe)